# Еропкинский переулок
Еро́пкинский переу́лок — улица в центре Москвы в Хамовниках между Остоженкой и Пречистенкой.

## Происхождение названия

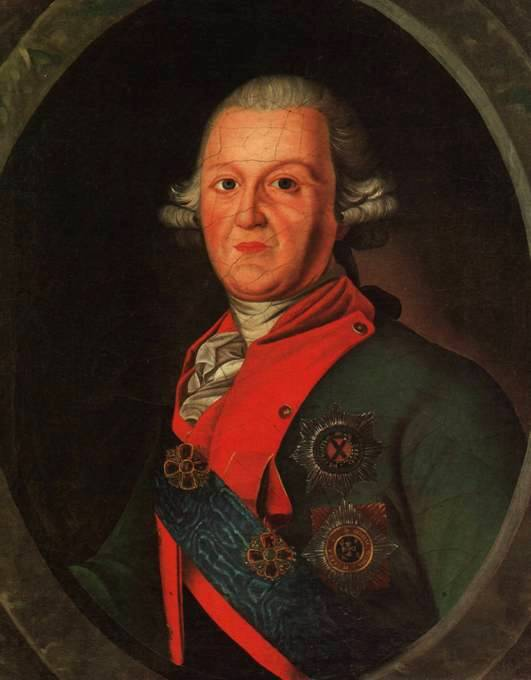
Пётр Дмитриевич Еропкин, портрет неизвестного художника XVIII века.

В начале XVIII века переулок назывался Шеншин (по фамилии домовладельца, солдата Преображенского полка А. Шеншина), еще ранее — Сонцов (происхождение названия не выяснено). Современное название известно с XVIII века, происходит от фамилии одного из домовладельцев — московского генерал-губернатора XVIII века Петра Дмитриевича Еропкина.

## Описание
Еропкинский переулок соединяет Остоженку и Пречистенку, начинаясь приблизительно напротив Хилкова переулка, проходит на северо-запад параллельно Мансуровскому переулку. Выходит на Пречистенку напротив Малого Лёвшинского переулка.

## Примечательные здания и сооружения
По нечётной стороне:
- № 3 — особняк Д. Д. Юдичева (1909, архитектор Б. Н. Шнауберт)
- № 3, стр. 1 — городская усадьба О. Н. Чижовой, 1905—1909 гг., 1950-е гг., военный инженер И. Н. Тулаев, архитектор Б. Н. Шнауберт.  7731804000
- № 5, стр. 1 — доходный дом (1902, архитектор П. П. Щекотов), в настоящее время — Московский банк реконструкции и развития, а также Постоянный комитет Союзного государства[1]
- № 7 — доходный дом (1900, архитектор В. П. Гаврилов)
- № 11 — Жилой дом (1912, архитектор В. А. Рудановский). Здесь жил советский учёный-зоотехник В. М. Юдин[2].

По чётной стороне:
- № 4 — доходный дом (1911, архитектор К. Ф. Буров).
- № 10, стр. 1 — Жилой дом, 1-я треть XIX в., 2-я пол. XIX в.
- № 12/11 — Особняк архитектора А. В. Кузнецова (1916, перестроен А. В. Кузнецовым из более ранней ампирной постройки)[3];
- № 14 — жилой дом, 1838 г.